# Cut the Rope: Time Travel
Cut the Rope: Time Travel — основанная на физике игра-головоломка, разработанная ZeptoLab для iOS, Android и веб-браузеров. Третья часть в серии Cut the Rope.

## Геймплей
Cut the Rope: Time Travel продолжает геймплей основной серии, где игрок должен перерезать верёвку, чтобы Ам Ням получил леденец. Среди нововведений игры — предки Ам Няма, конфеты для которых также содержатся на уровне. В некоторых головоломках игрокам приходится планировать кормление обоих героев одновременно.

## Критика
| Сводный рейтинг       | Сводный рейтинг |
| Агрегатор             | Оценка          |
| --------------------- | --------------- |
| GameRankings          | 83,83 %         |
| Metacritic            | 84/100          |
| Иноязычные издания    |                 |
| Издание               | Оценка          |
| Game Informer         | 8,5/10          |
| TouchArcade           | [ 6 ]           |
| Русскоязычные издания |                 |
| Издание               | Оценка          |
| PlayGround.ru         | [ 7 ]           |

Игра была встречена «в целом благоприятными» отзывами критиков с общим баллом 84/100 на Metacritic.